# Campeonato Mundial de Atletismo em Pista Coberta de 2018 - 60 m com barreiras masculino
A prova dos 60 metros com barreiras masculino do Campeonato Mundial de Atletismo em Pista Coberta de 2018 ocorreu entre os dias 3 de março e 4 de março na Arena Birmingham, em Birmingham, no Reino Unido. 

## Recordes
Antes desta competição, os recordes mundiais e do campeonato nesta prova eram os seguintes:
|                       | Nome          | Nacionalidade | Tempo | Local        | Data                |
| --------------------- | ------------- | ------------- | ----- | ------------ | ------------------- |
| Recorde mundial       | Colin Jackson | Reino Unido   | 7s 30 | Sindelfingen | 6 de março de 1994  |
| Recorde do campeonato | Dayron Robles | Cuba          | 7s 34 | Doha         | 14 de março de 2010 |

## Medalhistas
| Ouro               | Prata              | Bronze            |
| Andrew Pozzi (GBR) | Jarret Eaton (USA) | Aurel Manga (FRA) |

## Cronograma
Todos os horários são locais (UTC+0).
| Data       | Hora  | Evento    |
| ---------- | ----- | --------- |
| 3 de março | 18:30 | Bateria   |
| 4 de março | 15:05 | Semifinal |
| 4 de março | 17:00 | Final     |

## Resultados

### Bateria
Qualificação: 4 atletas de cada bateria (Q) mais os 4 melhores qualificados (q).  
| Posição | Bateria | Raia | Atleta                  | Nacionalidade            | Tempo | Notas                |
| ------- | ------- | ---- | ----------------------- | ------------------------ | ----- | -------------------- |
| 1       | 4       | 8    | Andrew Pozzi            | Grã-Bretanha             | 7.53  | Q,                   |
| 2       | 2       | 6    | Jarret Eaton            | Estados Unidos           | 7.56  | Q                    |
| 3       | 1       | 1    | Milan Trajkovic         | Chipre                   | 7.56  | Q                    |
| 4       | 2       | 8    | Roger Iribarne          | Cuba                     | 7.59  | Q,                   |
| 5       | 4       | 4    | Aries Merritt           | Estados Unidos           | 7.61  | Q                    |
| 6       | 1       | 6    | Aurel Manga             | França                   | 7.62  | Q                    |
| 7       | 5       | 2    | Pascal Martinot-Lagarde | França                   | 7.62  | Q                    |
| 8       | 3       | 7    | Ahmad Al-Molad          | Arábia Saudita           | 7.63  | Q                    |
| 9       | 3       | 3    | Ronald Levy             | Jamaica                  | 7.65  | Q                    |
| 10      | 2       | 2    | Balázs Baji             | Hungria                  | 7.66  | Q                    |
| 11      | 4       | 3    | Konstadinos Douvalidis  | Grécia                   | 7.66  | Q,                   |
| 12      | 4       | 6    | Erik Balnuweit          | Alemanha                 | 7.67  | Q                    |
| 13      | 3       | 1    | Yidiel Contreras        | Espanha                  | 7.68  | Q,                   |
| 14      | 5       | 5    | Petr Svoboda            | Chéquia                  | 7.68  | Q                    |
| 15      | 1       | 7    | Koen Smet               | Países Baixos            | 7.69  | Q                    |
| 16      | 1       | 4    | David King              | Grã-Bretanha             | 7.69  | Q                    |
| 17      | 5       | 7    | Johnathan Cabral        | Canadá                   | 7.70  | Q                    |
| 18      | 4       | 7    | Xie Wenjun              | China                    | 7.71  | q,                   |
| 19      | 2       | 7    | Vitali Parokhonka       | Bielorrússia             | 7.71  | Q                    |
| 20      | 3       | 5    | Gabriel Constantino     | Brasil                   | 7.72  | Q                    |
| 21      | 2       | 4    | Damian Czykier          | Polónia                  | 7.75  | q                    |
| 22      | 1       | 2    | Nicholas Hough          | Austrália                | 7.76  | q,                   |
| 23      | 4       | 5    | Abdulaziz Al Mandeel    | Kuwait                   | 7.77  | q                    |
| 24      | 5       | 3    | Eddie Lovett            | Ilhas Virgens Americanas | 7.78  | Q                    |
| 25      | 5       | 6    | Hassane Fofana          | Itália                   | 7.81  |                      |
| 26      | 1       | 5    | Vladimir Vukicevic      | Noruega                  | 7.81  |                      |
| 27      | 3       | 2    | Paolo Dal Molin         | Itália                   | 7.81  |                      |
| 28      | 2       | 3    | Mikel Thomas            | Trinidad e Tobago        | 7.84  | Recorde da temporada |
| 29      | 2       | 5    | Ben Reynolds            | Irlanda                  | 7.89  |                      |
| 30      | 5       | 4    | Jason Joseph            | Suíça                    | 7.89  |                      |
| 31      | 3       | 8    | Siddhanth Thingalaya    | Índia                    | 7.93  |                      |
| 32      | 5       | 1    | Genta Masuno            | Japão                    | 7.97  | Recorde pessoal      |
| 33      | 3       | 4    | Rio Maholtra            | Indonésia                | 7.98  | Recorde nacional     |
| 34      | 3       | 6    | Javier McFarlane        | Peru                     | 8.00  | Recorde pessoal      |
| 35      | 4       | 2    | Cheung Wang Fung        | Hong Kong                | 8.06  |                      |
| 36      | 1       | 3    | Dawid Żebrowski         | Polónia                  | 8.32  |                      |
| 37      | 5       | 8    | Namataiki Tevenino      | Polinésia Francesa       | 8.98  | Recorde da temporada |
| 38      | 1       | 8    | Mohammed Sad Al-Khfaji  | Iraque                   | DNS   |                      |

### Semifinal
Qualificação: classificaram-se os 2 melhores de cada bateria (Q) mais os 2 melhores qualificados (q). 
| Posição | Bateria | Raia | Atleta                  | Nacionalidade            | Tempo | Notas                |
| ------- | ------- | ---- | ----------------------- | ------------------------ | ----- | -------------------- |
| 1       | 2       | 4    | Andrew Pozzi            | Grã-Bretanha             | 7.46  | Q,                   |
| 2       | 3       | 5    | Milan Trajkovic         | Chipre                   | 7.51  | Q,                   |
| 3       | 3       | 4    | Pascal Martinot-Lagarde | França                   | 7.52  | Q,                   |
| 4       | 1       | 3    | Aurel Manga             | França                   | 7.55  | Q                    |
| 5       | 2       | 3    | Roger Iribarne          | Cuba                     | 7.58  | Q,                   |
| 6       | 1       | 4    | Jarret Eaton            | Estados Unidos           | 7.58  | Q                    |
| 7       | 2       | 6    | Aries Merritt           | Estados Unidos           | 7.60  | q                    |
| 8       | 2       | 1    | Gabriel Constantino     | Brasil                   | 7.61  | q                    |
| 9       | 3       | 6    | Ronald Levy             | Jamaica                  | 7.62  |                      |
| 10      | 1       | 5    | Balázs Baji             | Hungria                  | 7.64  |                      |
| 11      | 3       | 3    | Petr Svoboda            | Chéquia                  | 7.64  |                      |
| 12      | 1       | 6    | Ahmad Al-Molad          | Arábia Saudita           | 7.66  |                      |
| 13      | 2       | 8    | Yidiel Contreras        | Espanha                  | 7.68  | Recorde da temporada |
| 14      | 2       | 5    | Konstadinos Douvalidis  | Grécia                   | 7.68  |                      |
| 15      | 2       | 2    | Abdulaziz Al Mandeel    | Kuwait                   | 7.69  | Recorde da temporada |
| 16      | 1       | 8    | Koen Smet               | Países Baixos            | 7.69  |                      |
| 17      | 3       | 8    | Erik Balnuweit          | Alemanha                 | 7.70  |                      |
| 18      | 1       | 7    | David King              | Grã-Bretanha             | 7.70  |                      |
| 19      | 3       | 7    | Johnathan Cabral        | Canadá                   | 7.71  |                      |
| 20      | 3       | 2    | Xie Wenjun              | China                    | 7.76  |                      |
| 21      | 3       | 1    | Damian Czykier          | Polónia                  | 7.78  |                      |
| 22      | 1       | 2    | Nicholas Hough          | Austrália                | 7.79  |                      |
| 23      | 1       | 1    | Eddie Lovett            | Ilhas Virgens Americanas | 7.90  |                      |
| 24      | 2       | 7    | Vitali Parokhonka       | Bielorrússia             | 8.00  |                      |

### Final

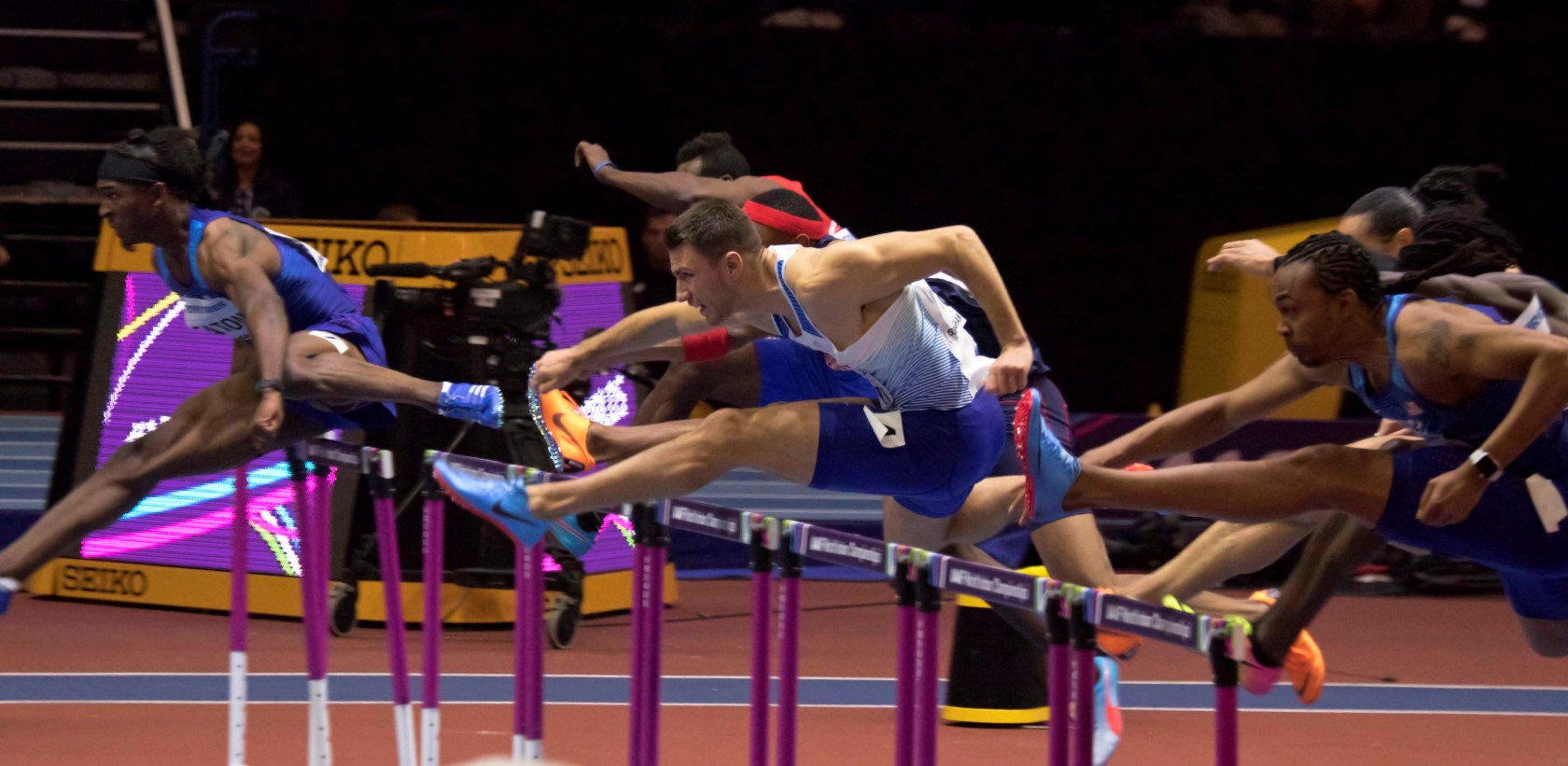
A final

A final ocorreu dia 4 de março às 17:00 
| Posição           | Raia | Atleta                  | Nacionalidade  | Tempo | Notas                |
| ----------------- | ---- | ----------------------- | -------------- | ----- | -------------------- |
| Medalha de ouro   | 4    | Andrew Pozzi            | Grã-Bretanha   | 7.46  | Recorde da temporada |
| Medalha de prata  | 7    | Jarret Eaton            | Estados Unidos | 7.47  |                      |
| Medalha de bronze | 5    | Aurel Manga             | França         | 7.54  |                      |
| 4                 | 1    | Aries Merritt           | Estados Unidos | 7.56  |                      |
| 5                 | 3    | Pascal Martinot-Lagarde | França         | 7.68  |                      |
| 6                 | 2    | Gabriel Constantino     | Brasil         | 7.71  |                      |
| 7                 | 8    | Roger Iribarne          | Cuba           | 7.78  |                      |
| 8                 | 6    | Milan Trajkovic         | Chipre         | DSQ   | 162.8                |

Legenda
| Recorde mundial       | Recorde mundial (World record)               |                       | Recorde africano                      | Recorde africano (African) |                                           | Q | Classificado por posição (Qualified) |
| Recorde do campeonato | Recorde do campeonato (Championship record)  | Recorde da América    | Recorde da América (Americas)         | q                          | Classificado por melhor tempo (Qualified) |   |                                      |
| Melhor marca do ano   | Melhor marca do ano (World leading)          | Recorde asiático      | Recorde asiático (Asian)              | DNS                        | Não largou (Did not start)                |   |                                      |
| Recorde nacional      | Recorde nacional (National record)           | Recorde europeu       | Recorde europeu (European)            | DNF                        | Não terminou (Did not finish)             |   |                                      |
| Recorde pessoal       | Recorde pessoal do atleta (Personal best)    | Recorde da Oceania    | Recorde da Oceania (Oceania)          | DSQ / DQ                   | Desclassificado (Disqualified)            |   |                                      |
| Recorde da temporada  | Recorde da temporada do atleta (Season best) | Recorde sul-americano | Recorde sul-americano (South America) | NM                         | Sem marca (No mark)                       |   |                                      |